# Apiogaster sudrei
Apiogaster sudrei är en skalbaggsart som beskrevs av Karl Adlbauer 2003. Apiogaster sudrei ingår i släktet Apiogaster och familjen långhorningar. Inga underarter finns listade i Catalogue of Life.